# Madeleine Cator
Madeleine Marie-Thérèse Henriette Cator (Parigi, 8 novembre 1934 – Clichy, 7 settembre 2004) è stata una cestista francese.

## Carriera
Con la Francia ha disputato i Campionati europei del 1956, segnando 12 punti in 7 partite.